# Michel Pomathios
Pas d'image ? Cliquez ici

a Compétitions nationales et continentales officielles uniquement.

b Matchs officiels uniquement.
Michel Pomathios, né le 18 mars 1924 à Bourg (aujourd'hui Bourg-en-Bresse) et mort le 7 décembre 2015 à Viriat ,, est un joueur français de rugby à XV. Mesurant 1,88 m pour environ 90 kg, il a joué au poste de trois-quarts aile droit au SU Agen, au Lyon OU puis à l'Union sportive bressane (son club formateur) dont il devint l'entraîneur. Il fit partie de la première équipe française à vaincre les Gallois sur leur sol, en 1948 à Swansea.

## Biographie
Formé à l'Union sportive bressane, il rejoint le SU Agen, club avec lequel il s'incline en finale du championnat 1946-1947 face au Stade toulousain. Il termine ensuite sa carrière au sein de son club formateur dont il devient ensuite entraîneur puis président.
Il dispute son premier test avec l'équipe de France le 1er janvier 1948 à Colombes contre l'Écosse et le dernier le 9 janvier 1954 à Murrayfield face à ce même adversaire. Au total, il dispute 24 rencontres, sur les 27 disputées par l'équipe de France durant la période où il est international, et inscrit six essais, soit 18 points. Il participe notamment à la première victoire face au Gallois chez ces derniers, sur le score de 11 à 3, et à la première victoire sur le sol anglais face à l'Angleterre, en 1951. En 1951, il devient le premier Français à évoluer avec les Barbarians, disputant trois rencontres, les 24, 26 et 27 mars 1951 contre respectivement Cardiff, Swansea et Newport. En 1954, il dispute son dernier match en équipe de France lors du premier match du tournoi, remporté 3 à 0 face à l'Écosse. Lors de cette édition, la France termine pour la première fois à la première place du tournoi, partageant la victoire avec les Gallois et les Anglais.
Après l'arrêt de sa carrière sportive, il devient professeur d'EPS. 
Entre 1965 et 1983, il est maire de la commune de Laizé en Saône-et-Loire.
Un ouvrage de Guy Leduc lui a été consacré en 2003 (éd. V-art): Michel Pomathios, le gentleman du rugby français.

## Palmarès

### En club
- Vice-champion de France en 1947 (avec le SU Agen).

### En équipe de France
- 24 sélections, de 1948 à 1954
- 6 essais (18 points)
- Sélections par année : 5 en 1948, 6 en 1949, 3 en 1950, 4 en 1951, 2 en 1952, 3 en 1953, 1 en 1954
- 1re tournée française, en Argentine en 1949.